# Stephan Wellenhofer
Stephan Wellenhofer (* 9. Februar 1895; † 5. September 1980) war ein deutscher katholischer Geistlicher.

## Werdegang
Wellenhofer machte 1914 Abitur am Wilhelmsgymnasium München. Am 13. April 1919 empfing er die Weihe zum Priester. Er war Kurat, Präses und später Diözesanseelsorger im Erzbistum München und Freising. In dieser Funktion sorgte er sich mit großem Engagement um Jugendliche und körperlich Behinderte. 1926 gründete er den Piccoloclub für Lehrlinge im Hotel- und Gastronomiegewerbe. Von 1948 bis 1966 war er Stadtpfarrer in München. Viele Briefe in der  2005 herausgegebenen Quellensammlung Aus Feldpostbriefen junger Christen 1939-1945 stammen aus dem sich im Jugendhaus Hardehausen befindlichen Nachlass Wellenhofer.

## Ehrungen
- 1952: Verdienstkreuz (Steckkreuz) der Bundesrepublik Deutschland
- Benennung der Prälat-Wellenhofer-Straße im Münchner Stadtteil Großhadern
- Bayerischer Verdienstorden
- 1975: Bayerische Staatsmedaille für soziale Verdienste